# Lockhart, Alabama
Lockhart är en ort i Covington County i delstaten Alabama, USA.